# Kimekek
A kimekek török nyelvű törzsszövetség voltak a szibériai-kazak erdős sztyeppén az 1. évezred végén. A kipcsakok és az imekek alkották két nagy törzsi csoportjukat.

## Szálláshelyük és törzsi összetételük
A kimek kifejezés Joseph Marquart feltételezése szerint a „két imek” kifejezésből ered. Ez bevett módja volt ebben az időben a török törzsszövetségek elnevezésének, lásd például onogur („tíz ogur”), tokuz oguz („kilenc oguz”), ücs karluk („három karluk”), otuz tatar („harminc tatar”). Róna-Tas András szerint a szó eleji „k” eltűnése kipcsakos nyelvi sajátosság. Gardézi szerint hét törzsük volt: imi, imek, tatar, blandr, kifcsak, lanikaz, adzslad. A kimek név, mint „két imek”, az imi és imek törzsekre vonatkozik, akik az Imi folyóról kapták a nevüket. A lanikaz valószínűleg – az eredeti arab forrásban nincsenek magánhangzók – alan-i-kazar, vagyis a „kazár” alán. A blandr, azaz „blndr” lehet blandur, vlandur, amely az onogundurok nevéből alakult.
A kipcsakok tehát részei voltak a kimekek törzsszövetségének, 10. században a Tobol és az Isim vidékén éltek, a kimekek többi részének szállásterülete kiterjedt az Irtis mellékére és az Altaj nyugati szomszédságára. A kimek-kipcsakok délnyugati szomszédaik ekkor az Aral-tó, Volga és Urál közötti területen az oguzok voltak. A Hudúd al-álam leírja a kimekekről, hogy ha békében éltek az oguzokkal, akkor télen lementek hozzájuk délre.

## Történetük
A kimekek eredetileg a nyugati türkök befolyása alatt éltek, ebben az időben a főnökük a sad volt. A nyugati türkök 656 táján bekövetkező bukása után kezdődött a törzsszövetség kialakulása. A második Türk Kaganátus 8. század közepi és az Ujgur Birodalom 840 körüli bukása után újabb törzsek csatlakoztak hozzájuk, az ekkor hét törzsből álló törzsszövetségük vezetője már a jabgu volt. A 8. század végén kiterjesztették uralmukat a Balkas-tó és Dzsungária közötti területre is. A birodalmuk akkor alakult meg, amikor az uralkodó a 9. század végén felvette a kagán címet, ekkor már 12 törzse volt a törzsszövetségnek, és a kipcsakok révén nyugaton az Urálig terjedt a területük.
Történetüknek a 11. század elején a kitajok által elindított népvándorlás vetett véget, aminek következtében a sztyeppe a Balkas-tótól az Al-Dunáig az ekkor nyugatra vándorló ázsiai kunok, szárik (sárga ujgurok), és a korábban a kimekek törzsszövetségébe tartozó kipcsakok új kipcsak-szári-kun törzsszövetség uralma alá nem került. A kimek név ezután eltűnik a forrásokból, a 11. században Kásgári csak imekekről és kipcsakokról beszél.